# Équilly
Équilly ist eine französische Gemeinde mit 194 Einwohnern (Stand: 1. Januar 2022) im Département Manche in der Region Normandie. Sie gehört zum Arrondissement Avranches und zum Kanton Bréhal. Die Einwohner werden Équillais genannt.

## Geographie
Équilly liegt etwa 18 Kilometer nördlich von Avranches. Umgeben wird Équilly von den Nachbargemeinden Gavray-sur-Sienne mit Le Mesnil-Rogues im Norden, Beauchamps im Osten, La Haye-Pesnel im Süden und Südosten, Hocquigny im Südwesten, Folligny im Westen sowie La Meurdraquière im Nordwesten.

## Bevölkerungsentwicklung
| Jahr                       | 1962 | 1968 | 1975 | 1982 | 1990 | 1999 | 2008 | 2018 |
| Einwohner                  | 209  | 185  | 142  | 139  | 116  | 128  | 154  | 195  |
| Quellen: Cassini und INSEE |      |      |      |      |      |      |      |      |

## Sehenswürdigkeiten
- Kirche Sainte-Anne aus dem 16. Jahrhundert
- Herrenhaus Équilly

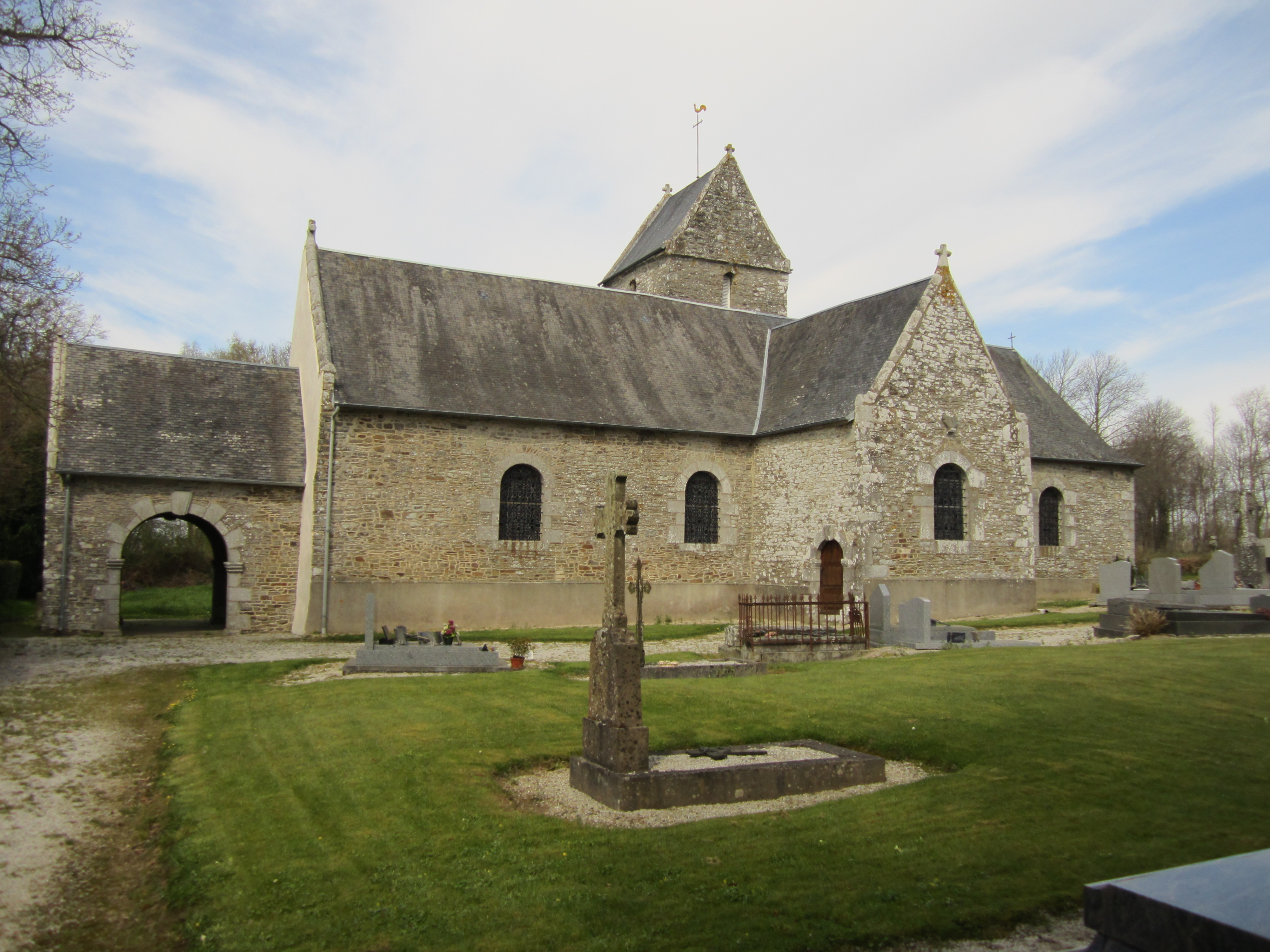
Kirche Sainte-Anne
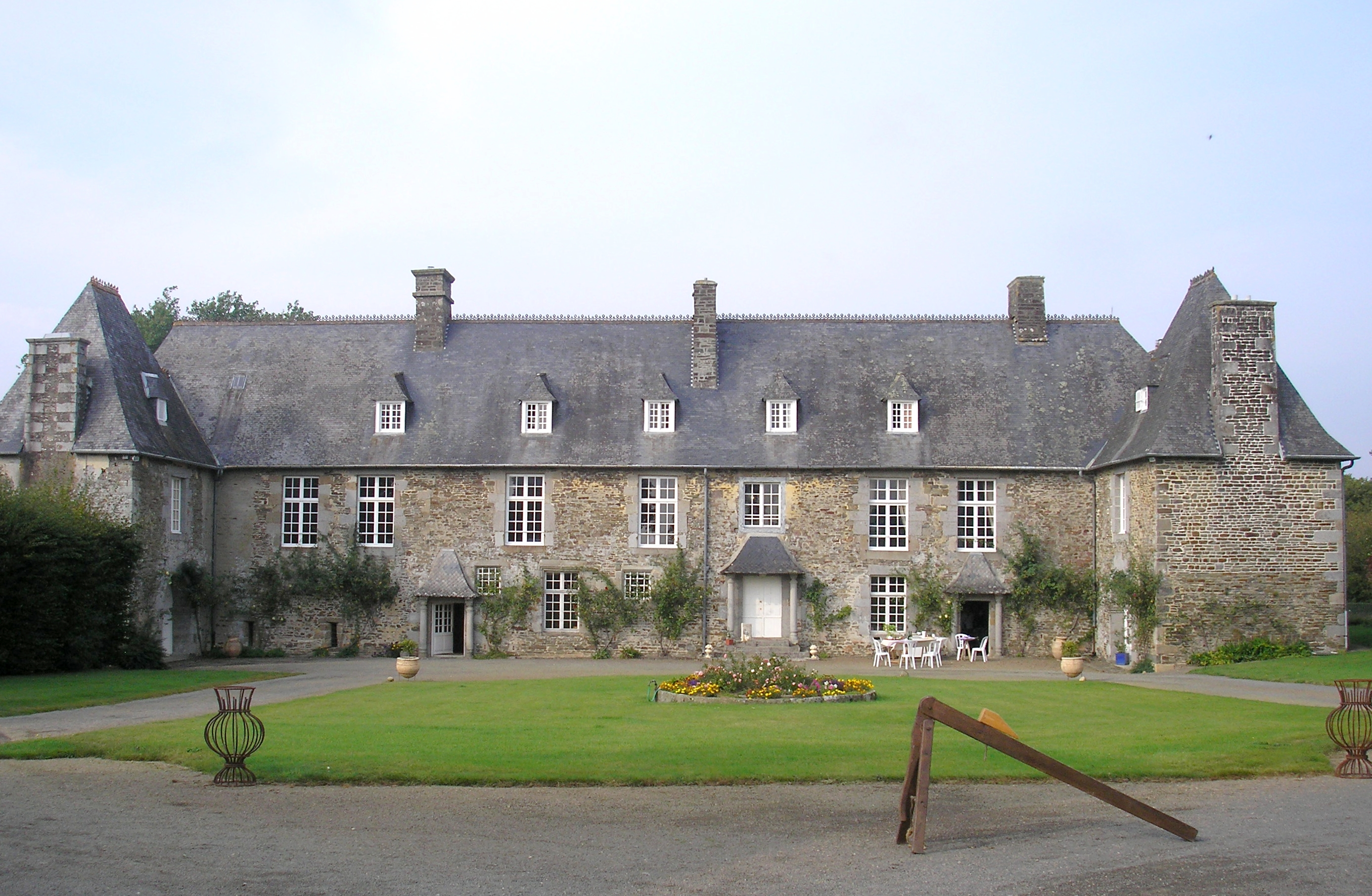
Herrenhaus von Équilly